# Tempelhof Airways
Tempelhof Airways (offiziell Tempelhof Airways USA) war eine US-amerikanische Fluggesellschaft, die Ende 1981 in Fort Lauderdale (Florida) von ihrem späteren Präsidenten Knut Kramer gegründet wurde. Basis war jedoch Berlin-Tempelhof.

## Geschichte

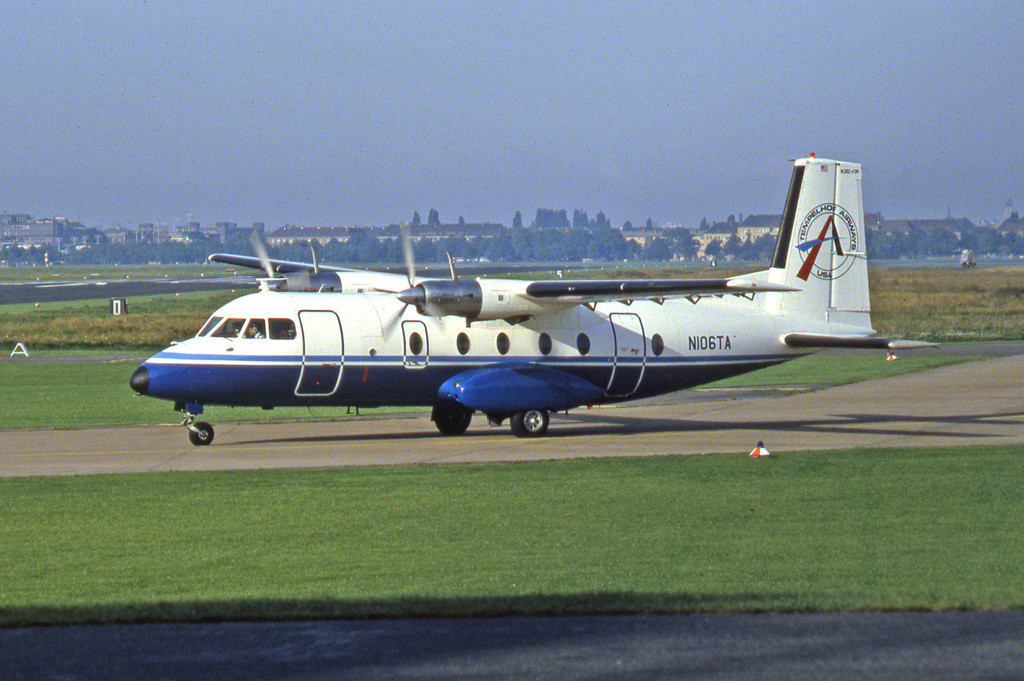
Nord 262 der Tempelhof Airways, Flughafen Tempelhof, 1987

Ihre Entstehung ist wie Air Berlin, Berlin European UK, Berlin Air oder Pan Am Express mit dem Alliiertenstatus der Stadt Berlin bis 1990 verbunden. Die Gesellschaft flog seit Anfang 1982 vom alten Stadtflughafen Berlin-Tempelhof.
Zunächst auf Charterflüge einiger Berliner Reiseveranstalter beschränkt, stieg man 1985 in den Linienverkehr ein und bediente Flugziele u. a. nach Paderborn (Flughafen Paderborn/Lippstadt) oder Dortmund, später auch nach Hamburg oder Brüssel. Hamburg und Brüssel dienten als Zubringer für dort startende Flugzeuge in das Streckennetz der American Airlines. Das erfolgreichste Jahr der Gesellschaft stellte mit 100 Mitarbeitern und 100.000 Passagieren das Jahr 1989 dar. Die sich mit der Wiedervereinigung abrupt ändernde Marktsituation führte 1991 zum Konkurs der Tempelhof Airways. Anders als Air Berlin schaffte man es nicht, sich rechtzeitig in eine Fluggesellschaft nach deutschem Recht umzuwandeln. Man verlor aufgrund der unsicheren Streckenrechte als US-Gesellschaft wichtige Investoren, um weiter als Regionalgesellschaft vom Tempelhofer Flughafen zu operieren.

## Flotte
Tempelhof Airways betrieb folgende Flugzeugtypen:
- Cessna 441 Conquest
- Nord 262
- Saab 340